# Константінос Міцопулос
Константінос Міцопулос (грец. Κωνσταντίνος Μητσόπουλος, 1844, Патри — 1911, Афіни) — грецький геолог, фізик і математик.

## Біографічні відомості
Константінос Міцопулос народився в Патрах 1844 року. Він став першим науковцем, який докторський ступінь в Національному університеті. Згодом отримав урядову стипендію і навчався у Фрайбурзькому університеті.
після повернення до Греції призначений професором в Національному університеті та Технічному університеті. 1910 року призначений ректором Технічного університету.
Константінос Міцопулос став основоположником геології та мінералогії в Греції.

## Основні праці
- Petermanns Mitteilungen: Studien über die chemische Beschaffenheit des zu Mycenä entdeckten Antiquitäten.
- Berghütten und Salinenwesen von Griechenland in der National-Ausstellung von Athen.
- Die Erdbeben in Griechenland un der Türkei.
- Das grosse Erdbeben auf der Insel Zante.
- Die Erdbeben von Theben und Lokris.
- Die Erdbeben von Tripolis und Triphylia.
- Περί του αν επικερδείς ή ζημιώδεις αι ισπανικάι κάμινοι των μεταλλουργείων Λαυρίου.
- Πραγματεία περί μεταλλουργείων, μεταλλείων, ορυχείων και λατομείων.